# Clare Higgins
Clare Frances Elizabeth Higgins (Bradford, 10 novembre 1955) è un'attrice britannica, attiva in campo teatrale, televisivo e cinematografico. Nota al grande pubblico per aver interpretato Julia Cotton nella saga di Hellraiser, Clare Higgins è una delle più apprezzate attrici teatrali inglesi della sua generazione e per le sue interpretazioni del repertorio classico e moderno sulle scene londinesi ha vinto tre Laurence Olivier Award alla miglior attrice.

## Biografia
Seconda di cinque figli, Clare Higgins è nata a Bradford, figlia degli insegnanti Paula Cecilia e James Stephen Higgins. Nel 1978 si laureò alla London Academy of Music and Dramatic Art e durante gli anni ottanta cominciò a recitare sulle scene di Manchester e Bath, prima di ottenere la sua prima candidatura al Laurence Olivier Award nel 1984 per Un tram che si chiama Desiderio. L'anno successivo recitò nel film Hellraiser, a cui seguì due anni dopo anche il sequel, Hellbound: Hellraiser II - Prigionieri dell'Inferno.
Nel 1988 si unì alla Royal Shakespeare Company, con cui recitò diversi grandi ruoli del panorama shakespeariano a Stratford e Londra, tra cui Ippolita e Titania in Sogno di una notte di mezza estate (1988) e Gertrude in Amleto (1989). Nel 1990 tornò a recitare al National Theatre interpretando Elisabetta nel Riccardo III, seguito dai ruoli di Regan in Re Lear e Amalia in Napoli milionaria!. Tra il 1992 e il 1993 è stata un'apprezzata Cleopatra nella tragedia di Shakespeare Antonio e Cleopatra in scena a Stratford, Londra e Bath, mentre nel 1995 ha vinto il suo primo Laurence Olivier Award alla miglior attrice per il dramma di Tennessee Williams La dolce ala della giovinezza.
Dopo aver interpretato ruoli principali ne La calunnia (1996), Il divo Garry (1998) e Chi ha paura di Virginia Woolf? (2001), nel 2002 ottenne un altro grande successo sulle scene londinesi con Vincent in Brixton, che le valse il suo secondo Laurence Olivier Award. Con lo stesso dramma fece il suo debutto a Broadway l'anno successivo, vincendo un Theatre World Award e ricevendo una candidatura al Tony Award alla migliore attrice protagonista in un'opera teatrale. Negli anni successivi ampliò il suo repertorio classico interpretando l'Ecuba (2004), Fedra (2006) ed Edipo Re (2008); particolarmente apprezzata fu la sua interpretazione nel ruolo della regina di Troia, che le valse il suo terzo Laurence Olivier Award. Ha recitato anche in diversi classici del teatro del novecento, tra cui Morte di un commesso viaggiatore a Londra (2006) e Un equilibrio delicato a Broadway con Glenn Close (2014). Attiva anche in campo televisivo, è apparsa in diverse serie TV, tra cui Doctor Who, L'ispettore Barnaby, Downton Abbey e Casualty.

### Vita privata
Clare Higgins ebbe un figlio all'età di diciannove anni dopo essere scappata di casa, ma diede il bambino in adozione.
Nel 1995 è riuscita a rivedere il figlio e a riallacciare di nuovo i rapporti.

## Filmografia parziale

### Cinema
- Hellraiser - Non ci sono limiti (Hellraiser), regia di Clive Barker (1987)
- Hellbound: Hellraiser II - Prigionieri dell'Inferno (Hellbound: Hellraiser II), regia di Tony Randel (1989)
- B. Monkey - Una donna da salvare (B. Monkey), regia di Michael Radford (1998)
- La casa della gioia (The House of Mirth), regia di Terence Davies (2000)
- Stage Beauty, regia di Richard Eyre (2004)
- The Libertine, regia di Laurence Dunmore (2004)
- Sogni e delitti (Cassandra's Dream), regia di Woody Allen (2007)
- La bussola d'oro (The Golden Compass), regia di Chris Weitz (2007)
- Spring 1941, regia di Uri Barbash (2008)
- A prova di matrimonio (I Give It a Year), regia di Dan Mazer (2013)
- Ready Player One, regia di Steven Spielberg (2018)

### Televisione
- BBC2 Playhouse - serie TV, 1 episodio (1981)
- The Citadel - miniserie TV, 9 episodi (1983)
- Mitch - serie TV, 6 episodi (1984)
- Cover Her Face - miniserie TV, 6 episodi (1985)
- Boon - serie TV, 1 episodio (1992)
- Delitto di stato (Fatherland), regia di Christopher Menaul - film TV (1994)
- Testimoni silenziosi (Silent Witness) - serie TV, 10 episodi (1996-2020)
- Metropolitan Police - serie TV, 1 episodio (2000)
- L'ispettore Barnaby (Midsomer Murders) – serie TV, episodi 8x08-10x08-11x07 (2005-2008)
- Casanova - miniserie TV, 2 episodi (2005)
- Minder - serie TV, 1 episodio (2009)
- Being Human - serie TV, 2 episodi (2009)
- Casualty - serie TV, 1 episodio (2011)
- Doctor Who - serie TV, 4 episodi (2013-2015)
- New Tricks - Nuove tracce per vecchie volpi (New Tricks) - serie TV, 1 episodio (2014)
- Una strega imbranata (The Worst Witch) - serie TV, 52 episodi (2017-2020)
- Into the Badlands – serie TV, 4 episodi (2018-2019)
- Vera - serie TV, episodio 9x04 (2019)
- The Sandman - serie TV, episodio 1x03 (2022)
- Le relazioni pericolose (Dangerous Liaisons) – serie TV, episodi 1x01-1x02 (2022)
- Trying - serie TV, 4 episodi (2022-2024)

## Teatrografia parziale
- Misura per misura di William Shakespeare. Royal Exchange Theatre di Manchester (1981)
- Sogno di una notte di mezza estate di William Shakespeare. Royal Shakespeare Theatre di Stratford-upon-Avon (1988), Barbican Centre di Londra (1989)
- Amleto di William Shakespeare. Royal Shakespeare Theatre di Stratford-upon-Avon, Barbican Centre di Londra (1989)
- Riccardo III di William Shakespeare. National Theatre di Londra (1990)
- Re Lear di William Shakespeare. National Theatre di Londra (1990)
- Napoli milionaria! di Eduardo De Filippo. National Theatre di Londra (1991)
- Antonio e Cleopatra di William Shakespeare. Barbican Centre di Londra, Royal Shakespeare Theatre di Stratford-upon-Avon (1993)
- La dolce ala della giovinezza di Tennessee Williams. National Theatre di Londra (1994)
- La calunnia di Lillian Hellman. Harold Pinter Theatre di Londra (1994)
- Il divo Garry di Noël Coward. Courtyard Theatre di Leeds (1998)
- Chi ha paura di Virginia Woolf? di Edward Albee. Bristol Old Vic di Bristol (2001)
- Vincent in Brixton di Nicholas Wright. National Theatre di Londra (2002), John Golden Theatre di Broadway (2004)
- Ecuba di Euripide. Donmar Warehouse di Londra (2004)
- Morte di un commesso viaggiatore di Arthur Miller. Lyric Theatre di Londra (2005)
- Fedra di Jean Racine. Donmar Warehouse di Londra (2006)
- Il maggiore Barbara di George Bernard Shaw. National Theatre di Londra (2008)
- Edipo re di Sofocle. National Theatre di Londra (2008)
- Tutto è bene quel che finisce bene di William Shakespeare. National Theatre di Londra (2009)
- Mrs Klein di Nicholas Wright. Almeida Theatre di Londra (2009)
- Amleto di William Shakespeare. Lowry di Salford (2010)
- Other Desert Cities di Jon Robin Baitz. Old Vic di Londra (2014)
- Chi ha paura di Virginia Woolf? di Edward Albee. Theatre Royal di Bath (2014)
- Un equilibrio delicato di Edward Albee. John Golden Theatre di Broadway (2014)
- Clarion di Mark Jagasia. Arcola Theatre di Londra (2015)
- John Gabriel Borkman di Henrik Ibsen. Bridge Theatre di Londra (2022)

## Doppiatrici italiane
Nelle versioni in italiano delle opere in cui ha recitato, Clare Higgins è stata doppiata da:
- Stefanella Marrama in Being Human, Doctor Who
- Liliana Sorrentino in Hellraiser - Non ci sono limiti
- Paila Pavese in Hellbound: Hellraiser II - Prigionieri dell'Inferno
- Marzia Ubaldi ne Il libertino
- Sonia Scotti in Sogni e delitti
- Graziella Polesinanti ne La bussola d'oro
- Cristina Giolitti in Una strega imbranata
- Cristina Piras in Ready Player One
- Melina Martello in The Sandman
- Aurora Cancian ne Le relazioni pericolose